# Monte Rusta
Il Monte Rusta (396 m), situato nel comune di Cinto Euganeo (Padova), è una delle maggiori elevazioni sud orientali dei Colli Euganei.
La sua origine vulcanica viene messa in evidenza dalla sua forma perfettamente piramidale. Circondato da stupendi vigneti, è uno dei pochi colli rimasto quasi allo stato selvaggio, infatti è solcato solamente da una strada forestale e da pochi sentieri.

## Sentieri
La via d'accesso principale alla sommità, inizia dalla Chiesetta di Santa Lucia, restaurata nel 1998. Dopo aver attraversato un paio di case e il piazzale superiore della cava Priara, di pietrisco riolitico, si affrontano i 12 tornanti della strada forestale che portano alla vetta.
Una seconda via per la sommità è il sentiero di Cima Rusta, sul versante ovest. Dopo aver preso il bivio a sinistra, si affronterà un sentiero caratterizzato da una forte solcatura e da una pendenza del 15-20%. Percorrendo i 400 metri del sentiero e salendo di 100 metri in elevazione, si giungerà in vetta.
La terza via alla cima del Monte Rusta è rappresentata dal Sentiero Atestino, sempre sul versante ovest. In questo caso, dopo aver preso il bivio a destra e aver percorso circa 400 metri, il sentiero si congiunge al penultimo tornante della strada forestale che porta in vetta.
Se si riprende in discesa la strada forestale, all'altezza del quarto tornante è possibile prendere un altro sentiero che taglia obliquamente il versante sud-occidentale.

## Cima
Nella boscosa cima del Monte Rusta non è possibile godere di un ampio panorama, a causa della folta vegetazione. Tuttavia si possono trovare alcune macerie del castello medievale.
Sempre sulla sommità del Monte Rusta, si erge un monumento religioso, in cattive condizioni, raffigurante un Cristo benedicente, dedicato ai caduti e dispersi della Campagna di Russia (1941 - 1945). Il monumento è stato realizzato nel 1973 dall'architetto e scultore Giovanni Zabai, reduce di Russia del reparto Lanciafiamme.

## Galleria d'immagini

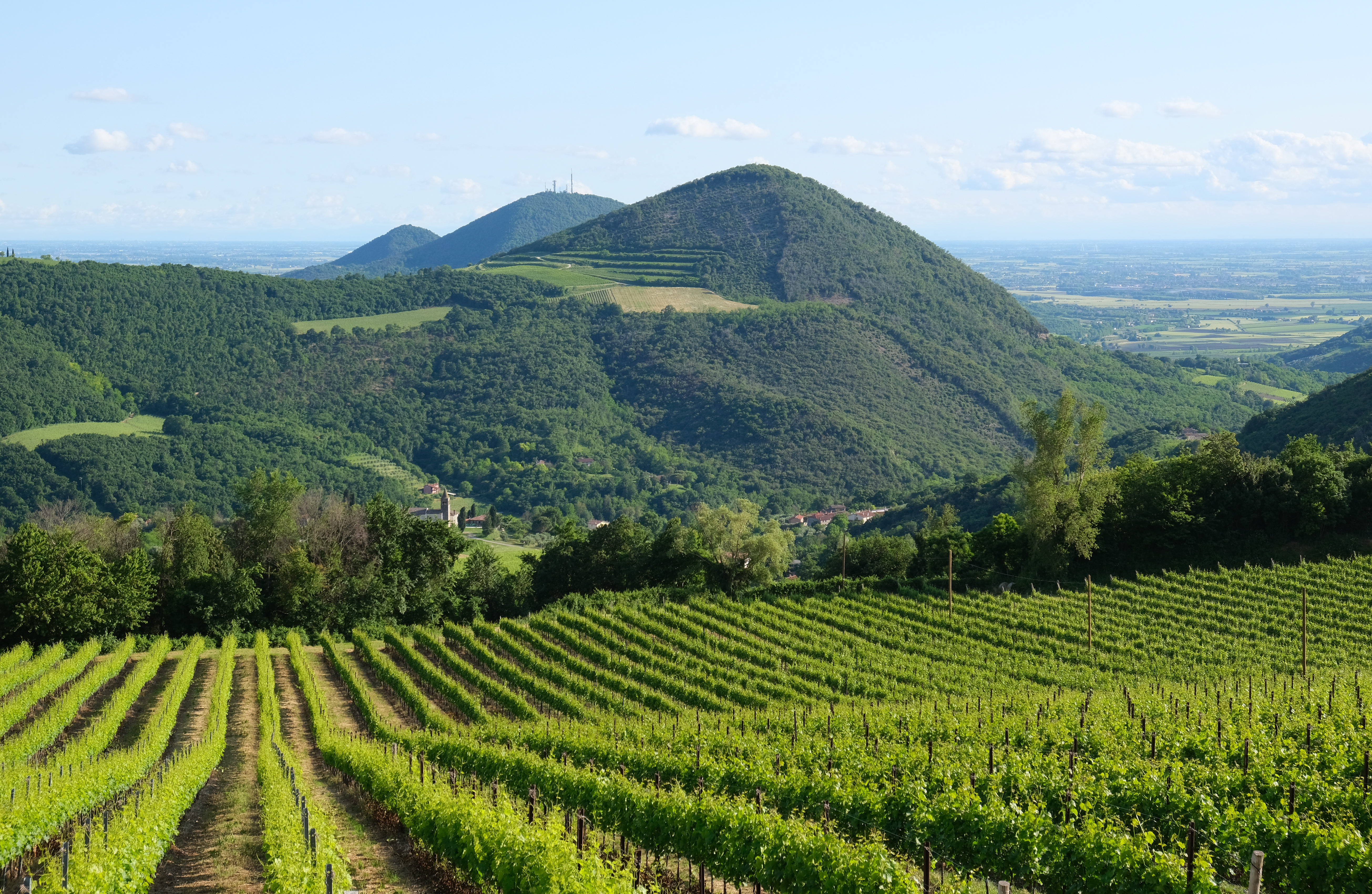
Il Monte Rusta
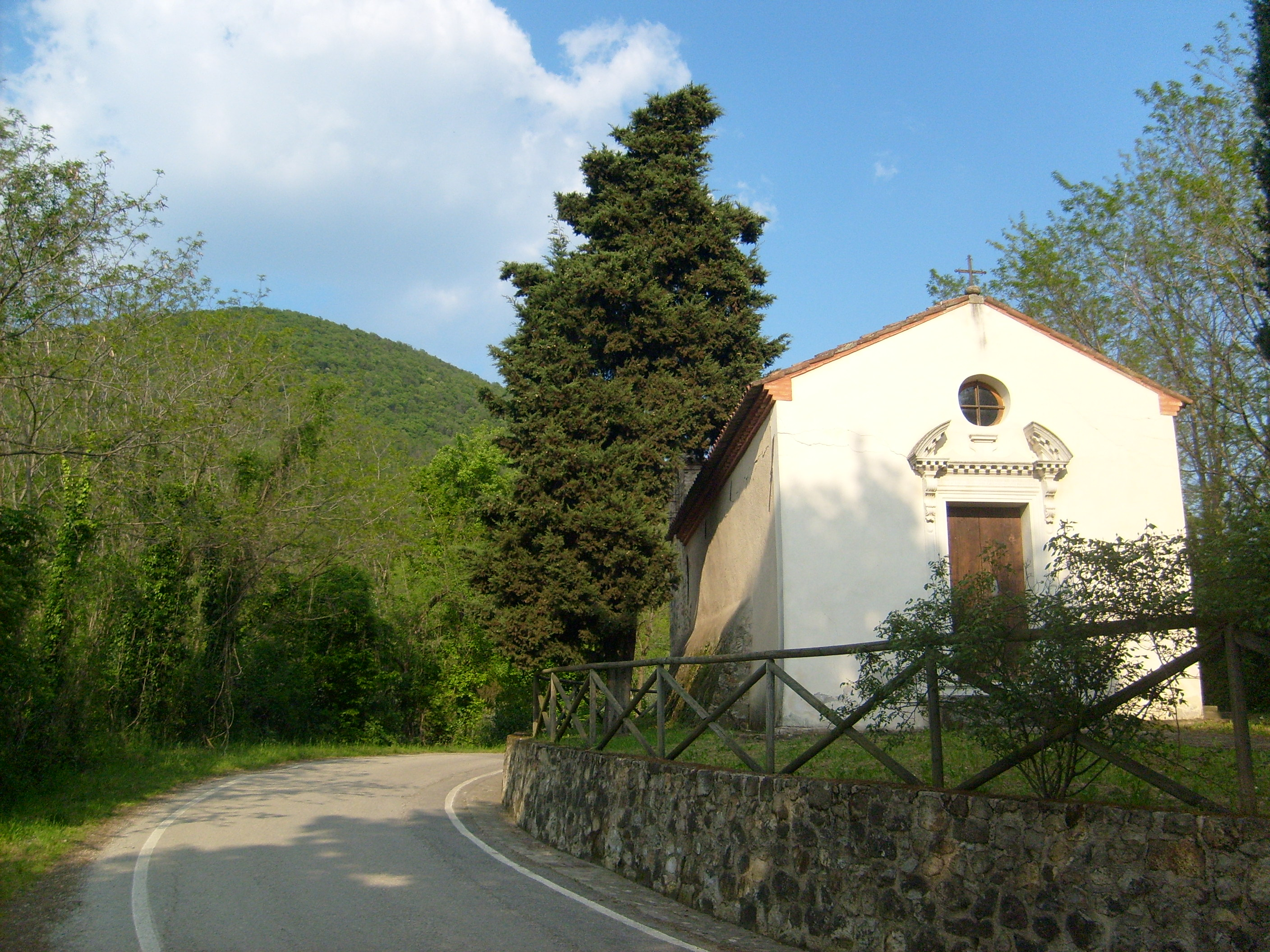
Chiesetta di Santa Lucia e Monte Rusta
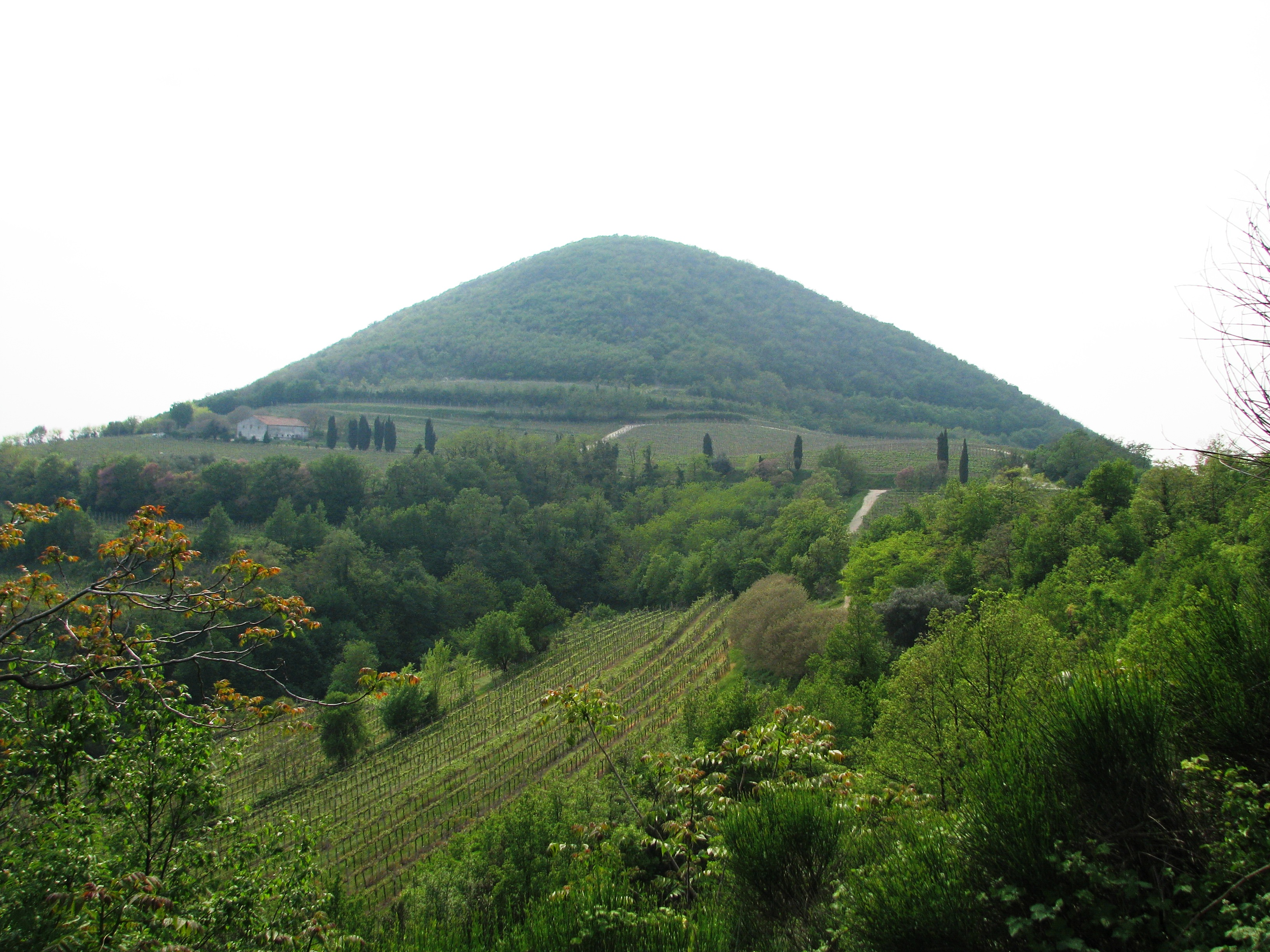
Veduta dal Monte Fasolo
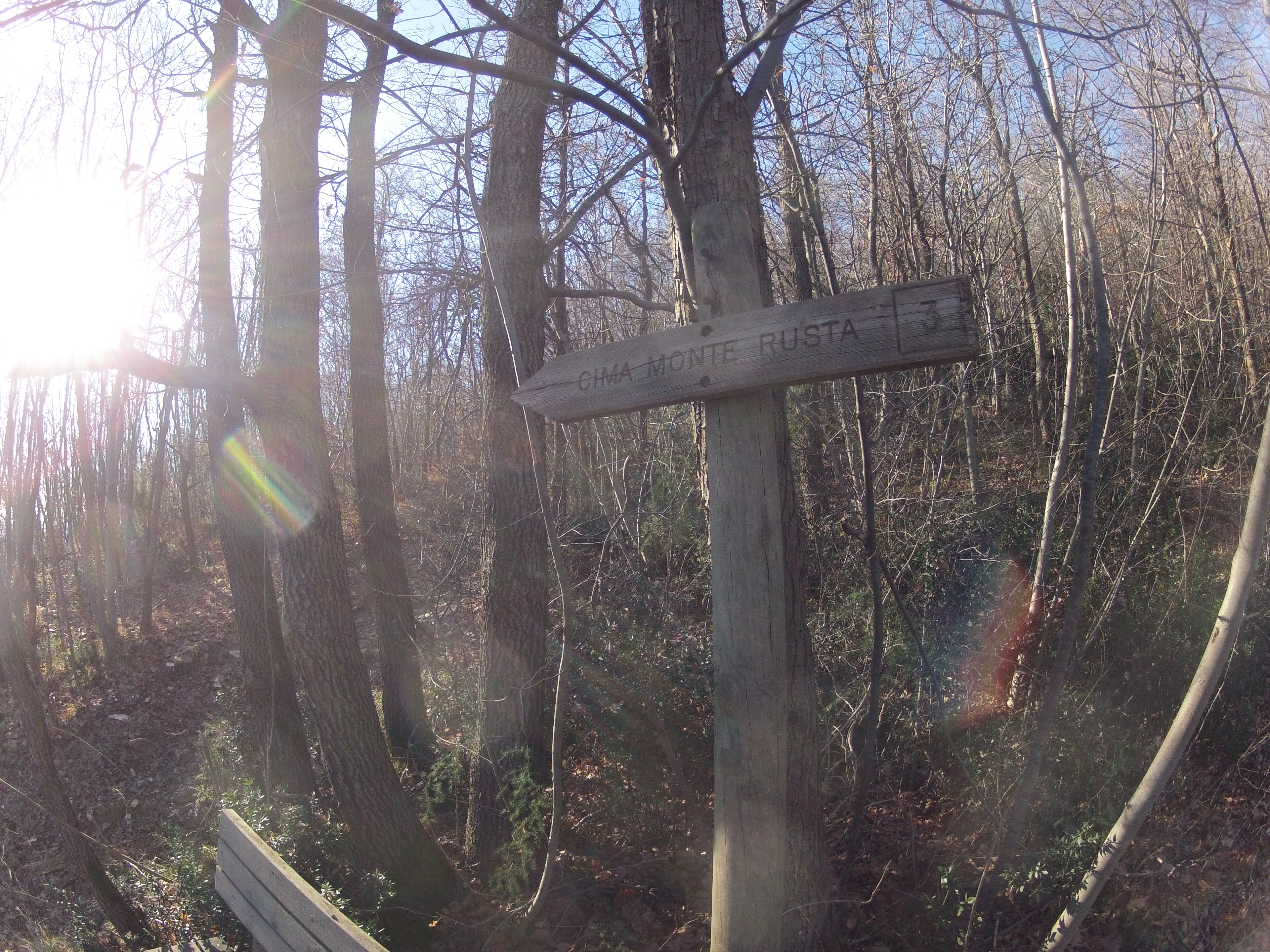
Sentiero che porta al Monte Rusta
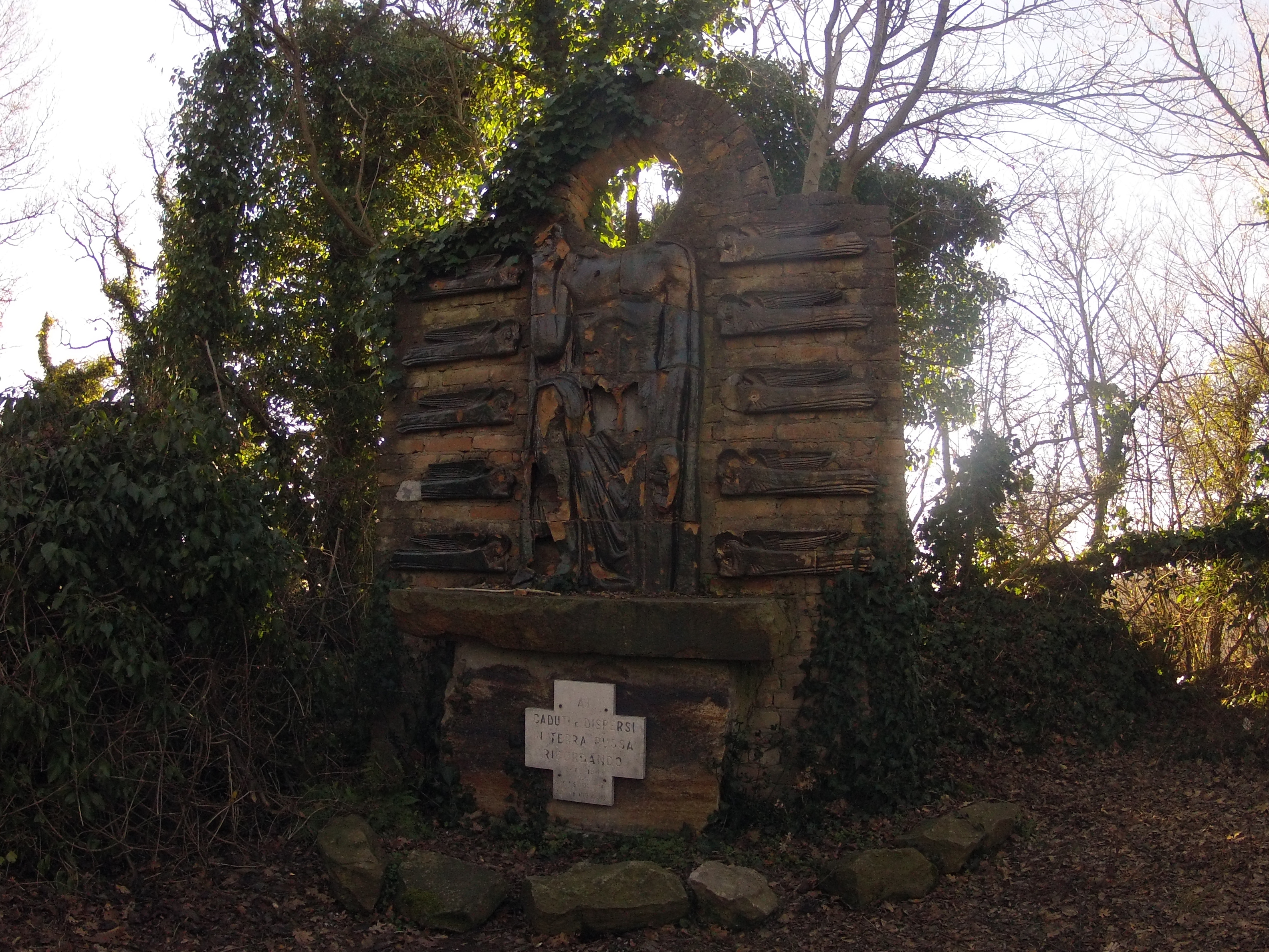
Cristo benedicente di Giovanni Zabai in cima al Monte Rusta